# Fuerzas Armadas de Kuwait
Las Fuerzas Armadas de Kuwait (en árabe: القوات المسلحة الكويتية‎, romanizado: Al-Quwwat Al-Musallahah Al-Kuwaitiyah) son las fuerzas militares del Estado de Kuwait. Están compuestas por la Fuerza Aérea de Kuwait, el Ejército de Kuwait, la Marina de Kuwait y la Guardia Nacional de Kuwait. Los órganos de gobierno son el Ministerio de Defensa de Kuwait, el Ministerio del Interior de Kuwait y la Dirección del Servicio de Bomberos de Kuwait. El Emir de Kuwait es el comandante en jefe de todas las fuerzas de defensa, mientras que el Príncipe Heredero es el comandante adjunto.
La primera organización militar estructurada que se encargó de la seguridad y de lo militar tras los compromisos de la infantería y la caballería del Ejército de Kuwait que protegían las tres murallas defensivas construidas (la tercera muralla defensiva se construyó en 1920) de Kuwait antes y después de la Primera Guerra Mundial, fue la Dirección de la Fuerza de Seguridad Pública, formada durante el período de entreguerras y principalmente después de la Segunda Guerra Mundial. La Dirección de la Fuerza de Seguridad Pública ya incluía la integración en asociación del Ejército de Kuwait y la Dirección de Policía como fuerzas independientes tras la formación del primer gabinete el 17 de junio de 1962, después de la independencia. En 1953, el Ejército de Kuwait se separó de la Dirección de la Fuerza de Seguridad Pública; esta última se fusionó con la Dirección de Policía en 1959, dando origen al recién creado Ministerio del Interior de Kuwait. El Ministerio del Interior incluye la Guardia Costera de Kuwait y cuenta con varios mandos militares, designados por el protocolo gubernamental como ministros adjuntos subsecretarios, cada uno de los cuales rinde cuentas al ministro del Interior, designado por el protocolo como viceprimer ministro del Estado de Kuwait.
Tras separarse de la Dirección de la Fuerza de Seguridad Pública en 1953, el Ejército de Kuwait actuó como mando de facto de las fuerzas armadas disponibles desde su creación. El Ejército de Kuwait fue creado en 1949, trece años antes que el ministerio y, en parte, en aquel momento estaba compuesto casi en su totalidad por componentes de fuerzas terrestres, mientras que las Fuerzas Aéreas de Kuwait se crearon en 1953. Con la creación de las Fuerzas Armadas de Kuwait en 1963, el Ministerio de Defensa de Kuwait se convirtió finalmente y es el órgano de gobierno de las Fuerzas Armadas de Kuwait, que incluyen la Fuerza Terrestre de Kuwait, la 25.ª Brigada de Comandos de Kuwait, la Autoridad de la Policía Militar de Kuwait, la Autoridad de la Guardia Emiri de Kuwait, la Fuerza Aérea de Kuwait, la Fuerza Naval de Kuwait, la Dirección del Servicio Militar contra Incendios de Kuwait y otras. Cada fuerza armada, a disposición del respectivo comandante de combate, depende del Jefe del Estado Mayor General de las Fuerzas Armadas de Kuwait, quien a su vez depende del ministro de Defensa, designado también por protocolo como vice primer ministro del Estado de Kuwait.
La Guardia Nacional de Kuwait, sin embargo, es una institución de combate independiente del Ministerio de Defensa y del Ministerio del Interior y actúa de forma autónoma bajo la dirección, discreción y disposición de los respectivos mandos, apoyando a las Fuerzas Armadas del Estado de Kuwait según sea necesario y requerido. La Dirección del Servicio de Extinción de Incendios de Kuwait, es también un cuerpo público independiente de extinción de incendios con identificación de grados y cintas militares.

## Organización
Las tres principales armas militares de Kuwait son la Fuerza Terrestre de Kuwait, la Fuerza Aérea de Kuwait y la Fuerza Naval de Kuwait, que incluye las Unidades de Comandos de Marina de Kuwait. Además, existen otras formaciones militares independientes y auxiliares. Las formaciones independientes incluyen la Guardia Emiri de Kuwait, que es una fuerza de combate independiente que se remonta al siglo XVIII (como Guardias del Gobernante); y la 25.ª Brigada de Comandos, una brigada de combate de comandos independiente. Entre las formaciones auxiliares se encuentran la Policía Militar de Kuwait y la Dirección del Servicio de Bomberos Militares de Kuwait.
La Guardia Nacional de Kuwait, considerada una formación de combate, es independiente de las Fuerzas Armadas de Kuwait (y del Ministerio del Interior de Kuwait, que mantiene varias formaciones propias, entre ellas la Fuerza Fronteriza Terrestre de Kuwait y la Guardia Costera de Kuwait) y es la principal fuerza de seguridad de protección interior y fronteriza.
Según el Instituto Internacional de Estudios Estratégicos, con sede en Londres, en 2007, la Fuerza Terrestre de Kuwait contaba con unos 11.000 efectivos, la Fuerza Aérea de Kuwait con 2.500 y la Armada de Kuwait con 10 patrulleras y embarcaciones costeras, y había 23.000 reservistas para todos los servicios, sin incluir a los hombres y mujeres uniformados del Ministerio del Interior y a los militares de la Dirección del Servicio de Bomberos. Había 6.600 paramilitares de la Guardia Nacional de Kuwait. Se consideraba que, aunque las Fuerzas Armadas del Estado de Kuwait seguían siendo pequeñas según las políticas y análisis especulativos, el adiestramiento y la preparación militar se tomaban en serio y eran eficaces a nivel de brigada y escuadrón.: 40 La doctrina operativa de combate es diferente entre las diversas fuerzas de combate en formación y depende en gran medida de las capacidades operativas y de las formaciones generales de dotación dentro de los tamaños y tipos de equipo de embalaje.

## Historia
En 1950, el emir Abdullah Al-Salim Al-Sabah ordenó que se desarrollaran las capacidades de las Fuerzas Armadas para hacer frente a las amenazas externas. En consecuencia, Abdullah Mubarak Al-Sabah fue nombrado Comandante General de la Fuerza de Seguridad Pública de Kuwait, el recién designado Ejército de Kuwait y la formación inicial de los servicios armados.
En 1951 entró en servicio el cañón Bren en el Departamento de Seguridad Pública de Kuwait, seguido en 1952 por el automóvil blindado Daimler, ambos principalmente en el Ejército (futura fuerza terrestre).
En 1953, la fuerza fronteriza y de seguridad recibió el nombre de Ejército de Kuwait y se escindió de la Dirección de la Fuerza de Seguridad Pública, y esta última se fusionó con la Dirección de Policía para formar los preliminares del Ministerio del Interior. Los miembros de las fuerzas anteriores pasaron a formar parte del ejército o se fusionaron con las fuerzas policiales y la Dirección de la Fuerza de Seguridad Pública del Ministerio del Interior. El Ejército de Kuwait estaba dirigido por Mubarak Abdullah Al-Jaber Al-Sabah, que había regresado recientemente de un entrenamiento militar en el Reino Unido y dependía de Abdullah Mubarak Al-Sabah.
En 1953, Abdullah Mubarak Al-Sabah creó el primer Club de Vuelo de Kuwait. El club de vuelo formaba parte de la Dirección de Aviación Civil y graduó a la primera hornada de pilotos kuwaitíes en 1954, que posteriormente recibieron formación avanzada en el Reino Unido.
En 1954, Mubarak Abdullah Al-Jaber Al-Sabah fue nombrado comandante en jefe adjunto del Ejército de Kuwait, bajo las órdenes de Abdullah Mubarak Al-Sabah. Durante ese mismo año, Saleh Al-Mohammed Al-Sabah regresó del Reino Unido y fue asignado como comandante en jefe del cuartel general. También en 1954, ocho aviones Auster entraron en servicio en el Kuwait Flying Club con fines de entrenamiento preliminar.
En 1956, el Ejército de Kuwait se trasladó oficialmente al cuartel general y fue equipado con artillería por primera vez. También durante el mismo año, se estableció un nuevo centro de entrenamiento para el Ejército de Kuwait.

### Demolición del Tercer Muro Defensivo de la ciudad de Kuwait y formación de las Fuerzas Armadas de Kuwait
El Ejército de Kuwait se separó de la Dirección de la Fuerza de Seguridad Pública en 1953; posteriormente, esta última se fusionó con la Dirección de Policía para formar la Dirección de Seguridad Pública y Policía en 1959; tras la demolición del tercer muro defensivo de Kuwait en 1957 mediante un decreto ministerial para la expansión de la ciudad de Kuwait; que más tarde formó el Ministerio del Interior de Kuwait, incluida la Policía de Kuwait. El Ejército fue la primera rama de lo que se convirtieron en las Fuerzas Armadas, formadas principalmente por componentes de fuerzas terrestres. En el mismo año, el Ejército firmó la adquisición del tanque Centurion, y dos monoplanos de Havilland DH.104 Dove entraron en servicio en la recién formada Fuerza Aérea.
En 1958, los oficiales kuwaitíes fueron enviados a las Academias Militares de Egipto e Irak para formarse, y el Ejército de Kuwait sufrió su primera alerta tras el golpe de Estado de Abdul Karim Qasim. En 1959, el Ejército de Kuwait creó su primera brigada mecanizada de combate, la 6.ª Brigada Mecanizada de Kuwait, conocida posteriormente como 6.ª Brigada Mecanizada de Liberación de Kuwait, tras la liberación de Kuwait durante la guerra del Golfo.

### Operación Vantage 1961

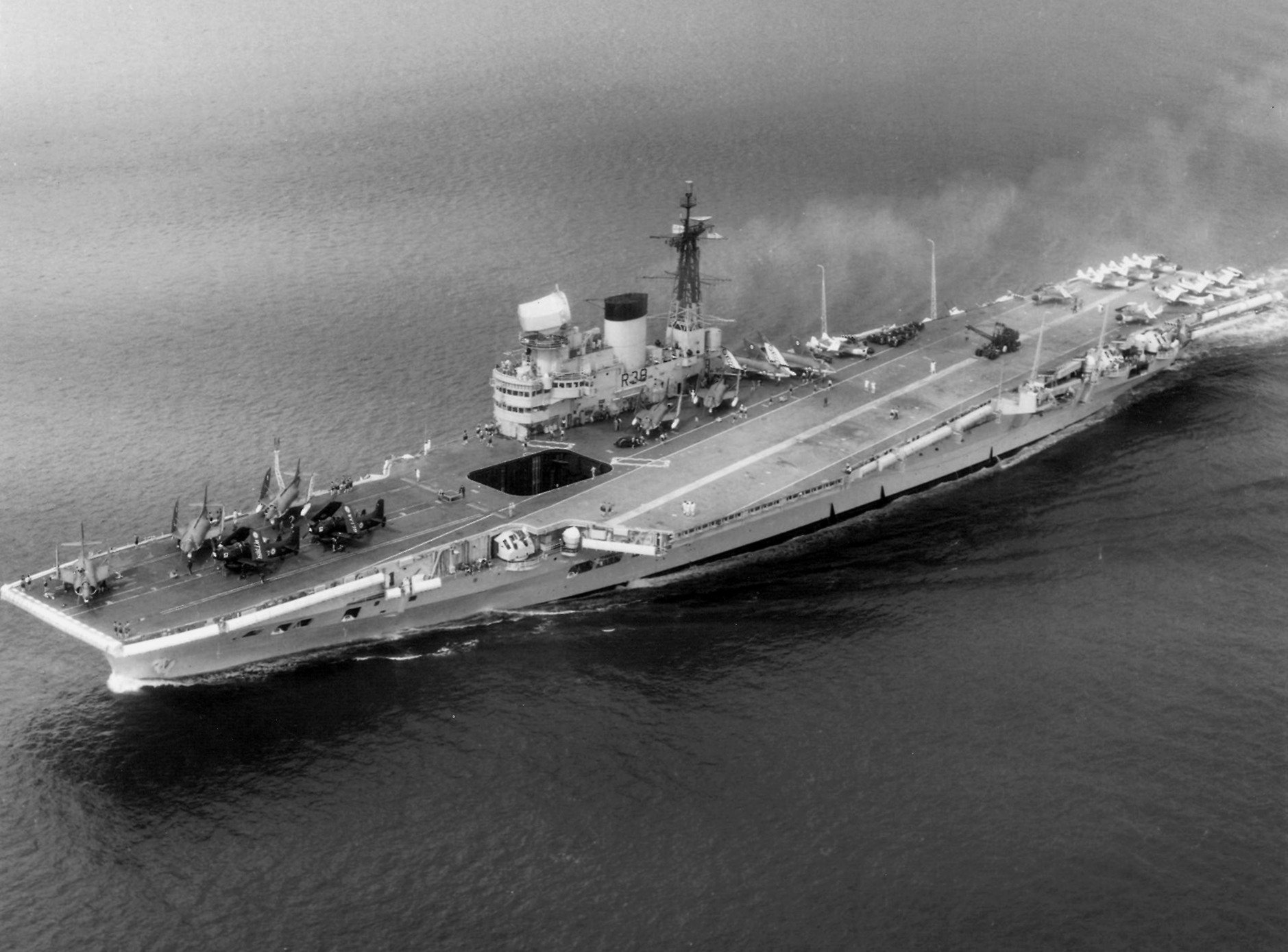
El HMS Victorious participa en la operación Vantage de apoyo a Kuwait en julio de 1961.

Tras 62 años como protectorado británico, Kuwait declaró su independencia en 1961. Irak alegó inmediatamente que Kuwait era en realidad una provincia iraquí y amenazó con invadir el país. Gran Bretaña envió tropas al país recién independizado para prevenir a Irak, una operación llamada Operación Vantage.
En 1961, el Mariscal de Campo Abdullah Mubarak Al-Sabah, Comandante General del Ejército, fue seguido por el General de Brigada Mubarak Abdullah Al-Jaber Al-Sabah y su adjunto, el Coronel Saleh Mohammed Al-Sabah, que intervinieron para participar en la Operación Vantage junto con la ya activa 25.ª Brigada de Comandos de Kuwait, cuando el Ejército entró en su segunda fase de alerta. También durante el mismo año, el Kuwait Flying Club se separó de la Dirección de Aviación Civil y se promulgó oficialmente la Fuerza Aérea de Kuwait. También en 1961, el Universal Carrier fue retirado del Ejército de Kuwait. Durante los años siguientes y a través de las experiencias de combate; Kuwait construyó una pequeña fuerza militar efectiva que incluía una fuerza terrestre, una marina, una fuerza aérea, una guardia nacional, la fuerza policial existente y la dirección del servicio de bomberos.
En 1962, el Ejército de Kuwait activó la 35.ª Brigada Blindada Shaheed de Kuwait y la 15.ª Brigada Blindada Mubarak de Kuwait, consideradas la segunda y tercera brigadas blindadas en servicio.
Durante ese mismo año, el Ejército de Kuwait celebró el primer desfile militar en reconocimiento de la independencia de Kuwait, y el BAC Jet Provost entró en servicio en la Fuerza Aérea de Kuwait. También en 1962, la Policía de Kuwait se convirtió en un componente integral del Ministerio del Interior kuwaití.

### Creación del Cuartel General del Estado Mayor (1963)
En 1963, se emitió un Decreto Amiri de organización, por el que se promulgaba oficialmente el Cuartel General Jefe del Estado Mayor de las Fuerzas Armadas de Kuwait.
Del mismo modo, se emitió un Decreto Amiri para nombrar al General de División Mubarak Abdullah Al-Jaber Al-Sabah para el cargo de Jefe de Estado Mayor de las recién formadas Fuerzas Armadas de Kuwait. Ese mismo año, el avión a reacción subsónico británico Hawker Hunter y el avión de transporte de Havilland Canada DHC-4 Caribou entraron en servicio en las Fuerzas Aéreas de Kuwait.
En 1965, el general de brigada Saleh Al-Mohammed Al-Sabah fue nombrado primer jefe adjunto del Estado Mayor de las Fuerzas Armadas de Kuwait.

### Guerra de los Seis Días (1967) y Guerra de Desgaste (1967-1970)
En 1966, se inauguró la sede del Hospital Militar de Kuwait. En 1967, el jefe del Estado Mayor General, el general de división Mubarak Abdullah Al-Jaber Al-Sabah, nombró a su adjunto, el general de brigada Saleh Mohammed Al-Sabah, comandante en funciones de una brigada escogida a dedo de las Fuerzas Armadas de Kuwait, principalmente la élite del Ejército de Kuwait. Adscrito también a la brigada de élite estaba el jeque Fahd Al-Ahmad Al-Yaber Al-Sabah como comandante en funciones por delegación del 2.º Batallón de Comandos de la 25.ª Brigada de Comandos de Kuwait. En 1967, varias naciones árabes se enfrentaron al Estado de Israel en la guerra de los Seis Días. Kuwait no participó abiertamente, pero un contingente del Ejército tomó parte en los combates en el sector central; la participación kuwaití fue demasiado pequeña para tener un impacto significativo; no obstante, partiendo del principio de solidaridad árabe, los diversos activos de las unidades operativas de combate del Ejército de Kuwait ejercieron su principio de solidaridad y completaron su misión. La Brigada Yarmouk reunida participó en el Frente Egipcio, siendo la primera unidad militar kuwaití que combatió fuera del territorio de Kuwait.
El 6 de junio de 1967, se creó la Guardia Nacional de Kuwait bajo la dirección y orientación del jeque Salem Al-Ali Al-Sabah. El 1 de julio comenzó la Guerra de Desgaste contra el Estado de Israel, mientras la brigada Yarmouk participaba en el frente egipcio. En 1968, las autoridades militares kuwaitíes crearon la Academia Militar de Kuwait.
En 1969, las Fuerzas Armadas de Kuwait pusieron en servicio el avión de combate supersónico English Electric Lightning y los helicópteros Bell 206 y Bell 204/205 (principalmente el 205) en la Fuerza Aérea de Kuwait.
En 1970, las Fuerzas Armadas de Kuwait sufrieron diecisiete bajas en combates contra fuerzas israelíes en Egipto. Un hombre murió en abril y dieciséis más en junio. Ese mismo año, las Fuerzas Aéreas de Kuwait pusieron en servicio reactores de ataque ligeros BAC Strikemaster y al año siguiente recibieron aviones de transporte Lockheed C-130 Hércules.
En 1972, el Ejército de Kuwait introdujo la serie de carros de combate principales Vickers MBT, y las Fuerzas Armadas de Kuwait formaron a pilotos y técnicos egipcios a través de la Fuerza Aérea de Kuwait en el English Electric Lightning.

### Guerras de doble frente: la escaramuza fronteriza de Samita de 1973 y la Guerra de Octubre

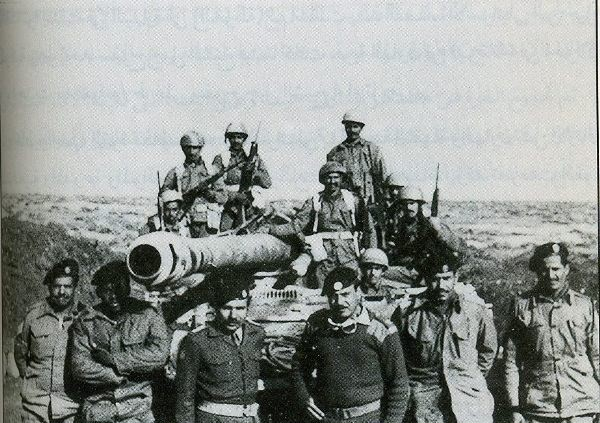
La Fuerza Al Jahra en los Altos del Golán

En 1973, las Fuerzas Armadas de Kuwait entraron en su tercera fase de alerta con el comienzo de la escaramuza fronteriza de Samita en 1973, que provocó un cambio significativo en la capacidad operativa de las Fuerzas Armadas.
También en 1973, la dirección de las Fuerzas Armadas se encontró preparándose para la batalla en dos frentes. Mientras los componentes de las Fuerzas Armadas se preparaban para luchar tras la escaramuza en la frontera kuwaití, Kuwait envió una fuerza simbólica para participar en la orilla occidental del río Jordán junto a las Fuerzas Armadas Iraquíes en los frentes egipcio y sirio durante la Guerra de Octubre de 1973 contra el Estado de Israel (también conocida como la guerra de Yom Kipur), siendo especialmente intensa su participación en combate en el frente sirio. Al igual que en 1967, la participación kuwaití fue demasiado reducida para tener un impacto significativo; no obstante, al igual que en 1967, los diversos activos de las unidades operativas de combate que se formaron, ejercieron su principio árabe de solidaridad y completaron su misión. Durante 1973, las Fuerzas Armadas de Kuwait promulgaron oficialmente el Servicio Naval Armado de Kuwait; principalmente la Marina de Guerra de Kuwait.
En 1973, la dirección de las Fuerzas Armadas dirigió una guerra de doble frente con y contra el mismo beligerante árabe en formación para el Estado de Kuwait. La dirección dirigió las brigadas de las Fuerzas Armadas de Kuwait a través de sus comandantes de combate comprometidos en los frentes sirio y egipcio durante la guerra contra Israel con y junto a las Fuerzas Armadas iraquíes, mientras que simultáneamente dirigía parcialmente y comprometía al resto de las fuerzas kuwaitíes en la frontera kuwaití debido a los efectos del compromiso de combate de Sanita de 1973.
Un año más tarde, en 1974, y como consecuencia de las imprevisibles crisis conflictivas, las autoridades promulgaron un nuevo plan para ampliar aún más las Fuerzas Armadas de Kuwait. Ese mismo año, las Fuerzas Armadas de Kuwait introdujeron los helicópteros de las series Gazelle y Aérospatiale SA341 Gazelle en la Fuerza Aérea de Kuwait.

### Protección de la embajada del Estado de Kuwait y apoyo general para detener la guerra civil libanesa (1975-1990)
Con el estallido de la guerra civil libanesa en 1975, se enviaron al Líbano unidades de la 25.ª Brigada de Comandos de Kuwait para proteger principalmente la misión de la embajada del Estado de Kuwait en Beirut. Por otra parte, el Reino Unido, Estados Unidos, Francia e Italia formaron una fuerza multinacional de disuasión de la paz de las Naciones Unidas. Los contingentes del Reino Unido de la Fuerza Multinacional en el Líbano incluían a los 1.os Guardias Dragones de Su Majestad la Reina. Las formaciones de Estados Unidos contaban con contingentes de la Armada estadounidense, incluido el Cuerpo de Marines, las Fuerzas Aéreas y el Ejército de Tierra. Los componentes franceses incluían la Fuerza Aérea Francesa, el Ejército Francés, la Armada Francesa incluyendo Aéronavale y regimientos de paracaidistas franceses regulares y extranjeros, compañías, unidades incluyendo el 1.er Regimiento Hussard Paracaidista, el 17.º Regimiento de Ingenieros Paracaidistas, el 35.º Regimiento de Artillería Paracaidista, el 2.º Regimiento Extranjero de Paracaidistas, otros junto con el 1.er Regimiento Extranjero, el 1.er Regimiento de Caballería Extranjero y el 2.º Regimiento de Infantería Extranjero de la Legión Extranjera Francesa. La Fuerza Multinacional en Líbano también incluía paracaidistas italianos de la Brigada Folgore, unidades de infantería de los regimientos Bersaglieri e infantes de marina italianos del Batallón San Marco.
En el marco de la diplomacia paralela a la fuerza de iniciativa de paz de las Naciones Unidas y principalmente en el plano de la diplomacia internacional árabe de vanguardia y del humanitarismo, el Estado de Kuwait participó en el apoyo a la interrupción de la guerra civil libanesa (1975-1990).
Una misión con este fin fue dirigida por el Jeque Sabah Al-Ahmad Al-Jaber Al-Sabah, entonces ministro de Asuntos Exteriores del Estado de Kuwait, durante el reinado del Emir de Kuwait, el Jeque Jaber Al-Ahmad Al-Jaber Al-Sabah.
Durante 1975, las autoridades de defensa de Kuwait promulgaron el establecimiento de la primera base naval de Kuwait. Durante el mismo año, las Fuerzas Armadas de Kuwait firmaron la entrega del sistema de misiles tierra-aire MIM-23 Hawk y fusionaron el componente de Defensa Aérea con las Fuerzas Aéreas de Kuwait. El de Havilland Canada DHC-4 Caribou fue retirado del servicio.
En 1976, las Fuerzas Armadas de Kuwait recibieron aviones Dassault Mirage F1 para ser operados por la Fuerza Aérea de Kuwait. Durante el mismo año, la Fuerza Aérea de Kuwait retiró del servicio el Bell 206 y el Bell 204/205.
En 1977, las Fuerzas Armadas de Kuwait iniciaron los primeros ejercicios de entrenamiento con las Fuerzas Armadas de Estados Unidos. Durante el mismo año, las autoridades promulgaron la Base Aérea Ahmed Al Jaber, inaugurada oficialmente en 1979, y la Base Aérea Ali Al Salem, inaugurada oficialmente en 1980. Durante el año de 1977, las Fuerzas Armadas de Kuwait retiraron varios equipos operados por la Fuerza Aérea y el Ejército y ganaron un nuevo equipo operativo. La Fuerza Aérea de Kuwait retiró el English Electric Lightning y el Hawker Hunter y se introdujeron los Douglas A-4 Skyhawks; mientras que el Ejército entregó a Somalia los tanques Centurión, a medida que empezaban a llegar las entregas de los MBT Chieftain.

### Creación de la Fuerza Naval de Kuwait (1978)
En 1978, se creó la Armada de Kuwait, designada como el componente marítimo de las Fuerzas Armadas de Kuwait. Durante el mismo período, el Ejército de Kuwait puso en servicio el vehículo blindado de transporte de tropas M113, el sistema de cohetes de artillería de corto alcance 9K52 Luna-M y el obús M109.

### Guerra entre Irán e Irak (1980-1988)
En 1980 estalló la guerra entre Irán e Irak y las Fuerzas Armadas de Kuwait entraron en su cuarta fase de alerta. Ese mismo año, las Fuerzas Armadas de Kuwait firmaron la adquisición de buques de guerra para la Armada de Kuwait.

### Primeras maniobras aéreas conjuntas de Kuwait y Arabia Saudí (1983)
En 1983, las Fuerzas Armadas de Kuwait llevaron a cabo el primer entrenamiento aéreo conjunto con la Real Fuerza Aérea Saudí utilizando Douglas A-4 Skyhawks.
En 1984, las Fuerzas Armadas de Kuwait ponen en servicio el sistema táctico de misiles tierra-aire de corto alcance 9K33 Osa para ser operado por la Fuerza Aérea de Kuwait. Durante el mismo año, llegaron los buques de guerra navales encargados y fueron puestos directamente en servicio por la Fuerza Naval de Kuwait.

### Promulgación oficial de la Fuerza Terrestre de las Fuerzas Armadas de Kuwait (1988)
En 1988, la Fuerza Terrestre de Kuwait fue designada oficialmente como el componente terrestre de las Fuerzas Armadas de Kuwait. Las Fuerzas Armadas de Kuwait salieron de su fase de alerta con el fin de la guerra Irán-Irak. La cuarta fase de alerta, de ocho años de duración, fue la más larga de la historia de las Fuerzas Armadas. Con el fin de la guerra Irán-Irak, el Ejército de Kuwait adoptó el vehículo de combate de infantería BMP-2.
En 1989, las Fuerzas Armadas de Kuwait firmaron la entrega de F/A-18 Hornets y pusieron en marcha la apertura del nuevo Hospital Militar de Kuwait.

### Invasión iraquí y consecuencias (1990)

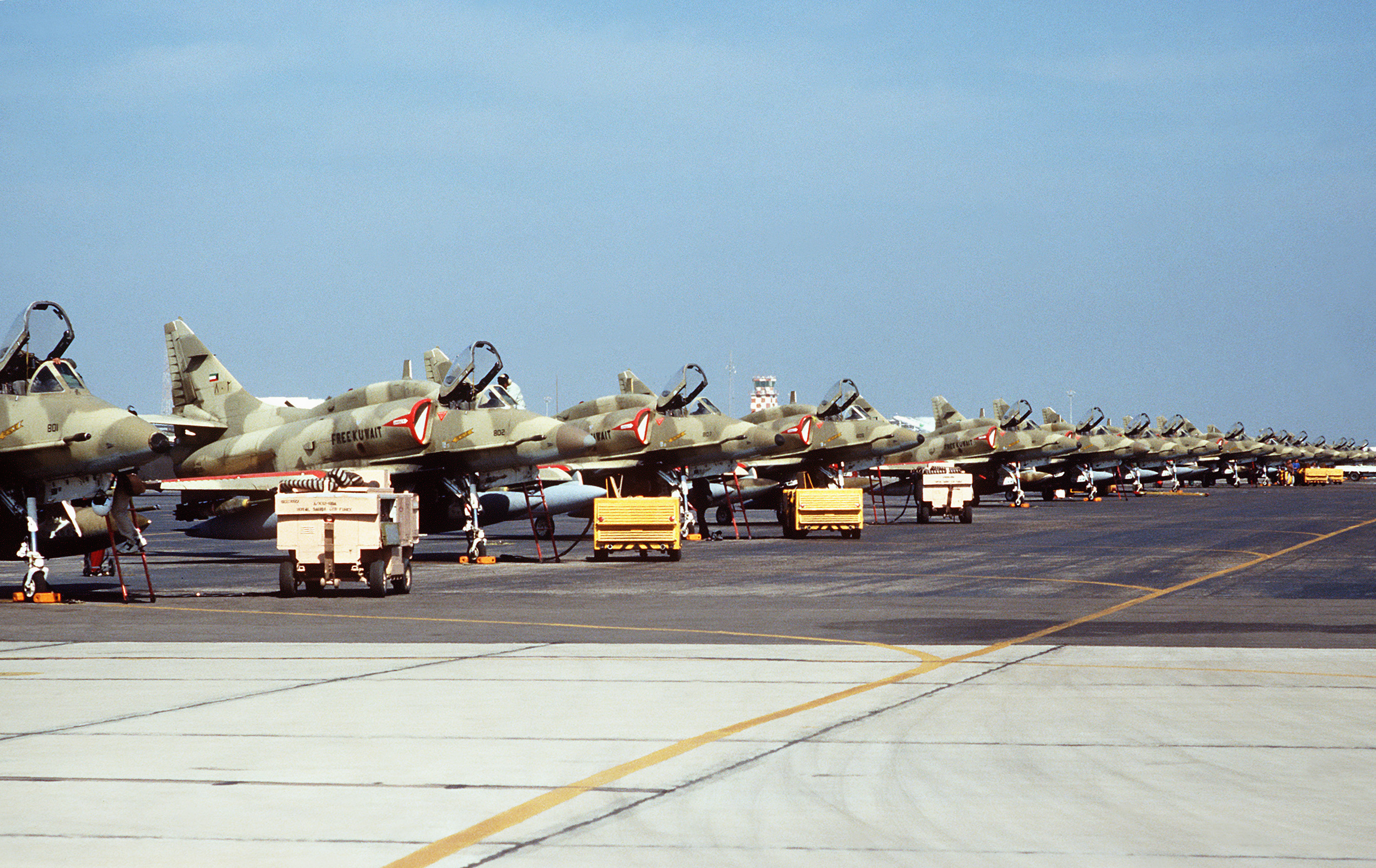
Aviones Douglas A-4 Skyhawk de la Fuerza Aérea de Kuwait son reparados en una línea de vuelo en preparación para una misión durante la Operación Tormenta del Desierto el 13 de febrero de 1991

El 2 de agosto de 1990, las fuerzas iraquíes invadieron Kuwait. El ejército iraquí, más numeroso, dejó a un lado la resistencia de las Fuerzas Armadas de Kuwait, compuestas por 20.000 soldados, con un gran número de bajas; al cabo de dos días, Kuwait había sido totalmente conquistado. : 26–27 Hubo algunos casos de resistencia especialmente heroica, sobre todo por parte de pilotos de aviones de combate. Las fuerzas kuwaitíes, principalmente la 35.ª Brigada Blindada Shaheed (Mártir) del Ejército de Kuwait, participaron en la Batalla de los Puentes cerca de Al Jahra bajo el mando del coronel Salem Masoud Al-Sorour, y los Guardias Emiríes de Kuwait participaron en la Batalla del Palacio Dasman con el hermanastro del Emir, el jeque Fahd Al-Ahmad Al-Yaber Al-Sabah.: 36 
Las fuerzas iraquíes se apoderaron de la mayor parte del equipo militar pesado del ejército kuwaití y lo utilizaron contra las fuerzas de la coalición. Esto incluía toda la armada, que fue hundida por las fuerzas de la coalición; también se apoderaron de tanques y vehículos blindados de transporte de tropas. Aunque se exigió a los iraquíes que devolvieran el material incautado tras su derrota, la mayor parte quedó dañada sin posibilidad de reparación. Sólo la fuerza aérea escapó a la destrucción, ya que muchos de sus aviones habían huido a Arabia Saudí.

### Guerra del Golfo y Operación Tormenta del Desierto (1990-1991)

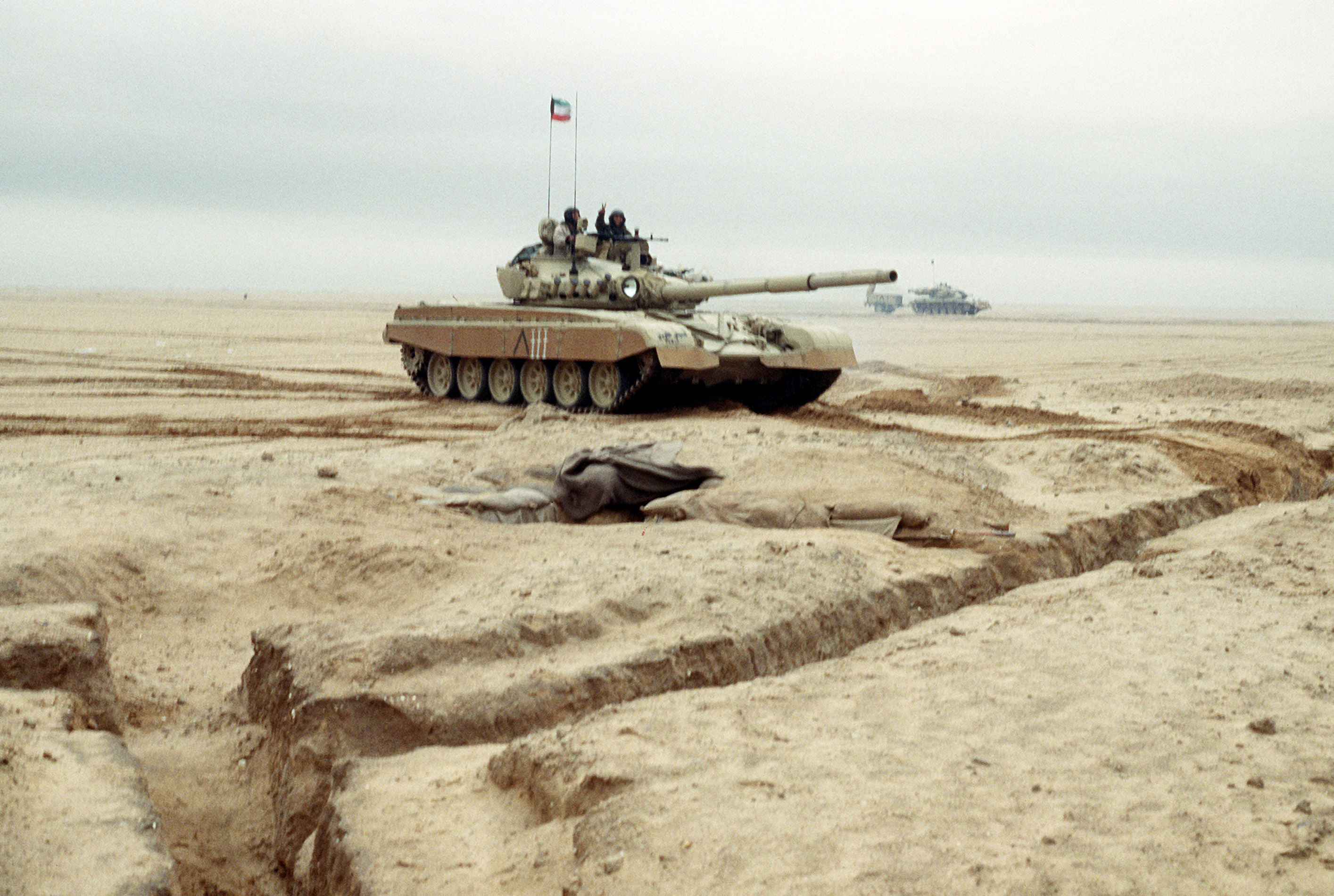
M-84 MBT kuwaitíes

Ese mismo año, Kuwait formó parte de una coalición militar liderada por Estados Unidos en respuesta a la invasión que expulsó a Irak de Kuwait en lo que se conoció como la guerra del Golfo o primera guerra del Golfo Pérsico. La coalición lanzó la Operación Tormenta del Desierto. Douglas A-4 Skyhawks de la Fuerza Aérea de Kuwait destruyeron varios buques de la Armada iraquí que intentaban infiltrarse en la isla de Bubiyan. Las Fuerzas Armadas de Kuwait encargaron y pusieron en servicio el carro de combate M-84 durante el ataque a las fuerzas iraquíes en Arabia Saudí.
Tras la campaña aérea de cuatro semanas, las fuerzas de la coalición lanzaron la ofensiva terrestre. Penetraron rápidamente en el interior de Irak y la Legión tomó el aeropuerto de Al Salman, encontrando poca resistencia. La guerra terminó tras cien horas de combates sobre el terreno, que se saldaron con muy pocas bajas para la Legión.

#### Consecuencias

Movimientos de tropas terrestres del 24 al 28 de febrero de 1991 durante la Operación Tormenta del Desierto

El presidente estadounidense George H. W. Bush condenó la invasión y dirigió los esfuerzos para expulsar a las fuerzas iraquíes. Autorizada por el Consejo de Seguridad de las Naciones Unidas, una coalición de 34 naciones liderada por Estados Unidos y dirigida por Norman Schwarzkopf, Jr. libró la guerra del Golfo para liberar Kuwait. Tras varias semanas de bombardeos aéreos, una coalición de las Naciones Unidas (ONU) liderada por Estados Unidos inició un asalto terrestre el 23 de febrero de 1991 que expulsó por completo a las fuerzas iraquíes de Kuwait en cuatro días. Tras la liberación, la ONU, en virtud de la Resolución 687 del Consejo de Seguridad, demarcó la frontera entre Irak y Kuwait sobre la base de los acuerdos de 1932 y 1963 entre ambos estados. En noviembre de 1994, Irak aceptó formalmente la frontera demarcada por la ONU con Kuwait, que se había detallado en las Resoluciones 773 (1992) y 833 (1993) del Consejo de Seguridad.
Hubo un éxodo de palestinos de Kuwait durante y después de la guerra del Golfo. Durante la ocupación iraquí, más de 200.000 palestinos huyeron de Kuwait debido al acoso, la intimidación de las fuerzas de seguridad iraquíes y el despido de su empleo por influencia iraquí. Tras la guerra del Golfo, las autoridades kuwaitíes presionaron por la fuerza a casi 200.000 palestinos para que abandonaran Kuwait en 1991. Esto fue en respuesta al alineamiento del líder palestino Yasser Arafat y la OLP con el dictador iraquí e invasor de Kuwait Sadam Huseín. Los palestinos que huyeron de Kuwait eran ciudadanos jordanos naturalizados.
Tras la liberación, Kuwait se convirtió en un estrecho socio militar de Estados Unidos, Gran Bretaña y Francia.
Kuwait firmó un acuerdo de cooperación en materia de defensa de diez años de duración con Estados Unidos en septiembre de 1991, y posteriormente con el Reino Unido y Francia. La cooperación en materia de defensa con Estados Unidos, el Reino Unido y Francia se realiza a nivel de entrenamiento en el país extranjero y de ejercicios militares conjuntos en suelo kuwaití.
El acuerdo con Estados Unidos también incluye el acceso a puertos, el almacenamiento de material militar y la realización de entrenamientos y ejercicios conjuntos. El acuerdo no preveía oficialmente el estacionamiento de personal de servicio estadounidense en Kuwait, ya que estaba previsto que los 1.500 efectivos estadounidenses que quedaban tras la guerra del Golfo se marcharan en pocos meses.
En 1992, las Fuerzas Armadas de Kuwait iniciaron la estructuración conjunta de sus distintas Fuerzas Armadas. Ese mismo año, se entregaron los aviones F/A-18 Hornet, que entraron en servicio oficial en las Fuerzas Aéreas kuwaitíes.

### Crisis con Irak en octubre de 1994
En 1994, las Fuerzas Armadas de Kuwait entraron en su quinta fase de alerta con el comienzo de la crisis de desarme de Irak en octubre, y las Fuerzas Aéreas de Kuwait firmaron la entrega de sistemas de misiles Starburst.
En 1995, el vehículo blindado de orugas Desert Warrior y el sistema BM-30 Smerch entraron en servicio en el Ejército de Kuwait.
En 1996, el carro de combate principal M1A2 Abrams y el vehículo de combate de infantería BMP-3 entraron en servicio en Kuwait. Ese mismo año, la Escuela Conjunta de Mando y Estado Mayor Mubarak al-Abdullah (en árabe: كلية مبارك العبدالله للقيادة و الأركان المشتركة - دولة الكويت‎), bautizada en memoria del teniente general Mubarak Abdullah Al-Jaber Al-Sabah (1934-1987), abrió sus puertas.

### Operación Golpe en el desierto (1996)
Tras la Operación Golpe en el desierto de 1996, Kuwait aceptó que se estacionara permanentemente en Kuwait una Fuerza Operativa de Batallones de Estados Unidos. Estas rotaciones Intrinsic Action del US Army (posteriormente denominada Operación Primavera del Desierto el 1 de octubre de 1999) y las rotaciones EAGER MACE del US Marine Corps llevaron a cabo adiestramientos combinados con las Fuerzas Terrestres de Kuwait y otros socios de la coalición. Además, las Fuerzas de Operaciones Especiales estadounidenses realizaron rotaciones Iris Gold para entrenar y ayudar a otras unidades militares kuwaitíes.
En 1997, las Fuerzas Armadas de Kuwait pusieron en servicio el sistema de misiles superficie-aire (SAM) MIM-104 Patriot con la Fuerza Aérea de Kuwait.

### Operación Zorro del Desierto (1998)
En 1998, las Fuerzas Armadas de Kuwait realizaron un cambio organizativo en el mando entre el Jefe del Estado Mayor y sus diversos ayudantes a través de las cadenas de mando. Durante ese mismo año, las Fuerzas Armadas de Kuwait entran en su sexta fase de alerta con el bombardeo de Irak en diciembre de 1998 (denominado Operación Zorro del Desierto) entre Estados Unidos, el Reino Unido e Irak.

### 50.º aniversario del ejército de Kuwait (1999)
En 1999, durante el reinado del Jeque Jaber Al-Ahmad Al-Jaber Al-Sabah, el Cuartel General del Estado Mayor del Ejército de Kuwait conmemoró el 50 aniversario de oro de las Fuerzas Armadas de Kuwait bajo el liderazgo del Comandante en Jefe, el Emir de Kuwait, y las directrices del Jefe del Estado Mayor. La Armada y la Guardia Costera de Kuwait recibieron y pusieron directamente en servicio buques de guerra blindados recién encargados.

### Guerra Mundial contra el Terrorismo (2001-presente)
Tras el inicio de la guerra contra el Terrorismo con las campañas militares que siguieron a los atentados terroristas del 11 de septiembre de 2001 contra Estados Unidos, Kuwait fue declarado uno de los quince principales aliados de Estados Unidos no pertenecientes a la OTAN por el presidente estadounidense George W. Bush.
Durante la guerra de Irak, las Fuerzas Armadas de Kuwait desempeñaron un papel importante en el apoyo a las operaciones logísticas de las Fuerzas Armadas de Estados Unidos que participaban en operaciones militares en Irak.

### 50.º aniversario de las Fuerzas Aéreas de Kuwait (2003)
En mayo de 2003, las Fuerzas Aéreas de Kuwait conmemoraron su 50 aniversario bajo la dirección del Comandante en Jefe, el Emir de Kuwait.

### 50.º aniversario de la Guardia Emiri de Kuwait (2011)
En junio de 2011, la Guardia Emir de Kuwait conmemoró su 50 aniversario bajo la dirección del Comandante en Jefe y Emir de Kuwait.

### 50.º Aniversario de la Fuerza Naval de Kuwait (2011)
En noviembre de 2011, la Fuerza Naval de Kuwait conmemoró sus 50 años de aniversario bajo el liderazgo del Comandante en Jefe, el Emir de Kuwait.

### Intervención en Yemen en 2015
Las Fuerzas Armadas de Kuwait entraron en estado de alerta como consecuencia de la intervención de 2015 en Yemen, liderada por Arabia Saudí, por una coalición de fuerzas de países árabes entre los que se encontraba Kuwait, que aportó aviones de la Fuerza Aérea kuwaití. El ejército, la Guardia Nacional, la Policía de Kuwait y la Dirección del Servicio de Bomberos activaron planes de defensa para reforzar las medidas de seguridad interna. Las medidas de defensa también incluyeron la intensificación de la seguridad en torno a las instalaciones petrolíferas en Kuwait y en el extranjero.

### 50.º Aniversario de la Guardia Nacional de Kuwait (2017)
En junio de 2017, la Guardia Nacional de Kuwait conmemoró su 50 Aniversario de oro bajo el liderazgo del Comandante en Jefe, el Emir de Kuwait, y las directrices del Jeque Salem Al-Ali Al-Sabah.

## Orden de batalla

### Fuerza Naval de Kuwait
La Fuerza Naval de Kuwait es la principal fuerza de disuasión marítima con marineros de buques de guerra. La marina incluye el Cuerpo de Marines de Kuwait y secciones de las Unidades de Comandos de Marines de Kuwait.

### Fuerza Aérea de Kuwait
Según Jane's World's Air Forces, la doctrina operativa de la Fuerza Aérea de Kuwait es proporcionar apoyo aéreo a las fuerzas terrestres como parte de una coalición, y no en solitario. Está compuesta por 2.500 personas organizadas en dos escuadrones de caza/ataque terrestre, dos escuadrones de transporte de ala fija, dos escuadrones de helicópteros, un escuadrón de utilidad y un escuadrón de helicópteros de entrenamiento/ataque. Aunque comparativamente pequeño en tamaño, está bien equipado y entrenado, con pilotos kuwaitíes que realizan una media de 210 horas de vuelo al año. No constituye ninguna amenaza ofensiva, pero puede apoyar a las fuerzas terrestres en operaciones defensivas.

### Fuerza Terrestre de Kuwait
La Fuerza Terrestre de Kuwait está compuesta por personal en servicio activo organizado en tres brigadas acorazadas, dos brigadas de infantería mecanizada, una brigada de reconocimiento mecanizado, una brigada de artillería, una brigada de ingenieros de combate, una brigada de reserva y varios otros mandos. Las brigadas son pequeñas para los estándares occidentales, aproximadamente el equivalente a pequeños regimientos o grandes batallones.

### Guardia Emirí de Kuwait
La Guardia Emirí de Kuwait es una autoridad de combate independiente de las Fuerzas Armadas de Kuwait.

### 25.ª Brigada de Comandos de Kuwait
La 25.ª Brigada de Comandos es una brigada de combate de comandos independiente que forma parte de las Fuerzas Armadas de Kuwait.

### Unidades de Infantería de Marina de Comandos de Kuwait
Las Unidades de Infantería de Marina de Comandos de Kuwait son unidades de combate de comandos independientes que forman parte de la Armada de Kuwait en las Fuerzas Armadas de Kuwait.

### Policía Militar de Kuwait
La Policía Militar de Kuwait es una autoridad de combate independiente de las Fuerzas Armadas de Kuwait.

### Guardia Nacional de Kuwait
La Guardia Nacional de Kuwait, considerada una institución de combate, es un cuerpo independiente de las Fuerzas Armadas de Kuwait y es una de las principales fuerzas de seguridad de lucha interior y fronteriza.

### Ministerio del Interior de Kuwait
El Ministerio del Interior de Kuwait es el órgano rector de la Policía de Kuwait, considerada una institución, es un cuerpo independiente de las Fuerzas Armadas de Kuwait y es una fuerza de seguridad interior, costera y fronteriza con elementos combatientes y no combatientes.

### Fuerza Fronteriza Terrestre de Kuwait
La Fuerza Fronteriza Terrestre de Kuwait del interior es un componente fronterizo de la Policía de Kuwait.

### Guardia Costera de Kuwait
La Guardia Costera de Kuwait es un componente marítimo de la Policía de Kuwait.

### Dirección del Servicio Militar de Bomberos de Kuwait
El servicio de bomberos militares de Kuwait son los bomberos militares de las Fuerzas Armadas de Kuwait.

### Dirección del Servicio de Bomberos de Kuwait
La Dirección del Servicio de Bomberos de Kuwait son los bomberos públicos con rangos militares e identificaciones de cinta.

## Relación con las Fuerzas Armadas de Estados Unidos
El Instituto de Estudios Estratégicos de la Escuela de Guerra del Ejército de Estados Unidos publicó en 2007 un análisis de la relación estratégica entre Estados Unidos y Kuwait tras la invasión iraquí.

### Fuerzas
Estados Unidos tiene miles de tropas estacionadas en Kuwait en el marco de un acuerdo de defensa. La mayor parte corresponde al Mando Central del Ejército estadounidense (ARCENT), que forma parte del Mando Central de Estados Unidos (USCENTCOM).
Instalaciones activas de las fuerzas estadounidenses:
- Base Aérea Ali Al Salem
- Campamento Arifjan
- Campamento Buehring
- Campamento Fox
- Campamento Patriot
- Campamento Spearhead
- Campamento Virginia
- Campamento Wolf
- Base Aérea Abdullah Al-Mubarak
- Base naval de Kuwait
- Campo de tiro de Udairi
- Base Aérea Ahmad al-Jaber

Instalaciones inactivas de las fuerzas estadounidenses:
- Campamento Doha
- Campamento Moreell
- Campamento Navistar
- Campamento Nueva York
- Isla Failaka
- Mina Al Ahmad

### Equipamiento
Estados Unidos ha proporcionado asistencia técnica militar y de defensa a Kuwait procedente tanto de Foreign Military Sales (FMS) como de fuentes comerciales, realizándose todas las transacciones mediante venta directa al contado. La Oficina de Cooperación Militar de Estados Unidos en Kuwait depende de la Embajada estadounidense y gestiona el programa FMS. Las ventas militares estadounidenses a Kuwait ascienden a 5.500 millones de dólares desde 2004. Los principales sistemas militares estadounidenses adquiridos por las Fuerzas de Defensa de Kuwait en 2014 son el sistema de misiles Patriot, los cazas F-18 Hornet y el carro de combate principal M1A2.